# 謝爾蓋·基斯利亞克
謝爾蓋·維克托羅維奇·基斯利亞克（1987年8月6日—）是一位白俄羅斯足球運動員。在場上的位置是中場。他現在效力於白俄羅斯足球超級聯賽球隊明斯克迪納摩。他也代表白俄羅斯國家足球隊參賽。